# Taxilejeunea caracensis
Taxilejeunea caracensis là một loài Rêu trong họ Lejeuneaceae. Loài này được (Lindenb.) Stephani miêu tả khoa học đầu tiên năm 1914.